# Biblizismus
Der Ausdruck Biblizismus bezeichnet eine Bibelauslegung im rein wörtlichen Sinn ohne Berücksichtigung historisch-kritischer Forschungsergebnisse. Innerhalb der protestantischen Theologie kam der Begriff Biblizismus Mitte des 19. Jahrhunderts auf. Er steht für die Kritik historisch-kritischer Theologen des Bibelgebrauchs in der Erweckungsbewegung, insbesondere über die Art, wie die Bibel als Buch durch die Bibelgesellschaften verbreitet wurde.

## Begriffsgeschichte
Der englische Begriff biblicist ist erstmals 1837 belegt und bezeichnet jemanden, der sich auf die Bibel beruft – im Gegensatz zu einer mehr spekulativen Theologie. Der früheste Beleg für biblicism ist ein Brief von John Sterling an Thomas Carlyle (7. Dezember 1843) im Zusammenhang mit Carlyles Plan, ein Buch über Oliver Cromwell zu schreiben. Der Biblizismus im Puritanismus des 17. Jahrhunderts wird als „üppig wuchernd“ und vital bezeichnet, im Gegensatz zum Biblizismus der Evangelikalen im frühen 19. Jahrhundert. 1874 ist biblicism dann gleichbedeutend mit bibliolatry (Bibelkult), einem Begriff, den es im Englischen wie im Deutschen bereits in der Aufklärungszeit gab. Gotthold Ephraim Lessing beispielsweise verwahrte sich gegen den Verdacht, das Wort Bibliolatrie nach dem Muster von Idololatrie gebildet zu haben. Der schottische Prediger Edward Irving hatte gegenüber Samuel Taylor Coleridge 1826 zugeben müssen, ein Bibliolatrist zu sein. Von Coleridge ist bekannt, dass er die Tätigkeit der Bibelgesellschaften sehr kritisch sah. Sterling war von Coleridge beeinflusst. Die von ihm 1843 geprägte Neubildung biblicism hatte (als Ismus) gegenüber bibliolatry den Vorteil, etwas neutraler zu klingen. Er war damit auch besser geeignet für die Auseinandersetzung mit Vertretern der Erweckungsbewegung.

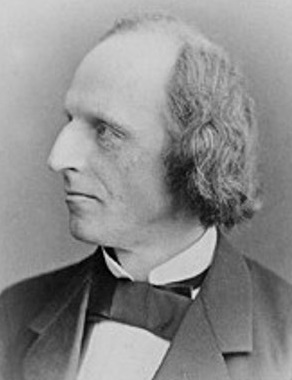
Martin Kähler (um 1870)

August Tholuck prägte die deutschen Begriffe Biblizismus und Biblizität (ob er biblicism auf einer Englandreise kennengelernt hatte, ist wegen der damaligen Ungebräuchlichkeit des Worts schwer abzuschätzen). Er verwandte sie zur Bezeichnung von inneren Differenzierungen in der niederländischen reformierten Theologie im frühen 17. Jahrhundert (Dordrechter Synode). Martin Kähler erinnerte sich, beim Studium an der Universität Tübingen in den späten 1850er Jahren mit dem Biblizismus, „wie man das nannte“, konfrontiert worden zu sein. Biblizismus war demnach eine in Tübingen damals übliche Fremdbezeichnung für Johann Tobias Beck und seine Schule, denn deren Selbstbezeichnung war Biblischer Realismus. Kähler verwandte Biblizismus gegen die Kritik Tholucks auch als Selbstbezeichnung, sprach aber betont von „seinem“ Biblizismus. Er sah sich als ein an der Bibel orientierter Theologe. Keineswegs sei er ein Biblizist wie Beck, „dem alle kirchliche Dogmatik ein Greuel ist“. Kähler scheint durch seinen differenzierten Umgang mit dem Begriff Biblizismus diesen auch bekannt gemacht zu haben.
Die Ambivalenz des Biblizismus-Vorwurfs zeigt sich bei Karl Barth, der den „sogenannten Biblizismus“ einer eingehenden Kritik unterzog. Dessen Inbegriff war für ihn der Bremer reformierte Pfarrer Gottfried Menken († 1831). Indem er die Bibel und nur die Bibel studieren wollte, wurden Kirche (Menken mied diesen Begriff) und Bekenntnis gleichgültig. Hier fand Barth einen „frommen, aber in seiner Keckheit doch ebenfalls ausgesprochen modernen Sprung in die Unmittelbarkeit“ und fragte rhetorisch: „Wird der, der die Bibel allein zum Meister haben will, als ob die Kirchengeschichte mit ihm noch einmal anfangen müßte, die Bibel nun wirklich ungemeistert lassen? Wird es in dem so geschaffenen leeren Raum eigenen Befindens vielleicht zu einem besseren Hören der Schrift kommen als im Raum der Kirche?“ Bei Menken und Beck konstatierte er (ebd.) „Lieblingsideen“ und „Absonderlichkeiten“. Barth verstand das Dogma als Korrektiv; sein eigener Gebrauch der Bibel wird freilich („gerade auch an seinem eigenen Maßstab gemessen“) ebenfalls als Biblizismus kritisiert. Diese Kritik traf bereits Barths Römerbriefkommentar. Im Vorwort der zweiten Auflage erklärte Barth hierzu, sein angeblicher Biblizismus bestehe einzig darin, dass er das „Vorurteil habe, die Bibel sei ein gutes Buch und es lohne sich, wenn man ihre Gedanken mindestens ebenso ernst nimmt wie seine eigenen“. Barths Vater gehörte zu jenen Studenten, die nach Tübingen gezogen waren, um Beck im Hörsaal zu erleben. Vom Vater immer wieder auf Becks Schriften hingewiesen, entdeckte Barth Becks Römerbriefkommentar und nutzte ihn begeistert für seine eigene Kommentierung, die ihn dann bekannt machte.
Die Ablehnung der historisch-kritischen Bibelauslegung an den Universitäten ist nach Gisa Bauer eine „evangelikale Grundkonstante“. Die in der Konferenz Bibeltreuer Ausbildungsstätten (KbA) zusammengeschlossenen Institutionen treten laut Satzung für einen „ehrfürchtigen und vertrauensvollen“ Umgang mit der Bibel ein. Innerhalb des Evangelikalismus lässt sich mit Friedhelm Jung (Die deutsche evangelikale Bewegung. Grundlinien ihrer Geschichte und Theologie, 1992) ein strenger Biblizismus bzw. Fundamentalismus (vgl. die drei Chicago-Erklärungen) und ein gemäßigter Biblizismus bzw. eine historisch-biblische Methode unterscheiden. Für letztere steht beispielsweise Gerhard Maiers exegetische Arbeit.

## Hermeneutik
Gerhard Gloege unterscheidet drei Typen des Biblizismus:
1. Theoretisch-doktrinärer Biblizismus: Die Bibel als Kodex göttlicher Lehre;
2. Praktisch-programmatischer Biblizismus: Sammlung von Vorschriften für die private und gemeinschaftliche Lebensführung;
3. Heilsgeschichtlicher Biblizismus: Kompendium von Gottes Handeln in der Menschheitsgeschichte.

Der moderne Biblizismus beansprucht Treue zum reformatorischen Sola-scriptura-Prinzip, welches besagt, dass Lehren, die sich nicht aus der Bibel begründen lassen, abzulehnen sind. Dabei wird nicht unterschieden, ob die Aussagen überhaupt nicht in der Bibel vorkommen oder ob sie dem Gesamtzusammenhang gar widersprechen.
Der Biblizismus führt darüber hinaus. Nach dessen Auffassung ist der gesamte Text der Bibel wörtlich zu nehmen und alle Aussagen sind somit auch als historische oder naturwissenschaftliche Aussagen nicht anzweifelbar. Als Folge eines biblizistischen Verständnisses der heiligen Schrift wird oft der Junge-Erde-Kreationismus als Beispiel angeführt.
Wenn man als Kennzeichen des Biblizismus ansieht, dass er
- alle biblischen Aussagen wörtlich auffasst,
- alle biblischen Aussagen als gleichwertig behandelt
- und diese unmittelbar auf das private Leben der Christen sowie die Lehre der Kirche in der eigenen Gegenwart anwendet,

so führt dies angesichts der Probleme und Widersprüche, die sich bei der Umsetzung dieses Programms ergeben, zu einem verdeckten Eklektizismus. Gloege sieht den Biblizismus einerseits durch die Dialektische Theologie, andererseits durch die historisch-kritische Bibelwissenschaft als „erledigt“ an und urteilt, der Begriff sei „weder für die Dogmatik noch für die Ethik anders brauchbar als zur Bezeichnung eines Irrweges“. Erdmann Schott hält es hingegen für fragwürdig, bestimmte theologische Richtungen als Biblizismus zu etikettieren, und verweist auf die „Unsicherheit des Sprachgebrauchs“, weshalb er von der Verwendung des Begriffs abrät.
In einer Studie zum Umgang amerikanischer Evangelikaler mit der Bibel stellte Mary M. Juzwick fest, dass Biblizismus als Lesepraxis folgende Kennzeichen aufweist: Die Wahrheit der Bibel wird grundsätzlich nicht in Frage gestellt. Die Bibelleser haben eine hohe Bereitschaft, die Texte immer wieder neu zu rekontextualisieren. Bei der Lektüre finden sie lebenspraktische Anwendungen. Das Bibellesen vermittelt ihnen ein Rollenbild als Mann oder Frau. Das Aufspüren von Bezügen zwischen verschiedenen Bibelstellen gilt als wertvoll, auch wenn sich kein praktischer Nutzen daraus ergibt. Viel Aufmerksamkeit wird darauf verwandt, einander scheinbar widersprechende biblische Aussagen zueinander in Beziehung zu setzen.